# Ataques de março de 2022 na Somália
Os ataques de março de 2022 na Somália ocorreram em 23 de março de 2022, quando uma série de ataques coordenados na Somália por jihadistas da al-Shabaab em Mogadíscio, Beledweyne e em outros lugares do país mataram mais de 60 pessoas.

## Contexto
A al-Shabaab é um grupo islamista somali cuja insurgência começou no final da década de 2000. Seus ataques incluíram muitos na capital do país, Mogadíscio, incluindo o atentado bombista mais mortal da história africana, em outubro de 2017. Também atacaram frequentemente Beledweyne, incluindo ataques suicidas em junho de 2009, outubro e novembro de 2013 e fevereiro de 2022.
Na semana do ataque, as eleições somalis estavam programadas para o Parlamento Federal da Somália, antes das eleições presidenciais somalis de 2022. Este atentado bombista visava candidatos e locais de votação.

## Ataques

### Tiroteio no Aeroporto Internacional Aden Adde
Em 23 de março, homens armados atacaram a área leste do Aeroporto Internacional Aden Adde, matando cinco pessoas, incluindo um soldado da AMISOM. Dois atacantes também foram mortos. A fumaça preta foi vista saindo do solo perto da pista de pouso e decolagem.

### Atentados a bomba em Beledweyne
O próximo ataque ocorreu algumas horas depois, quando a deputada do Parlamento somali Amina Mohamed Abdi deixou uma seção eleitoral em Beledweyne. Um homem-bomba detonou seu colete explosivo, matando várias pessoas. Abdi morreu instantaneamente juntamente com vários guarda-costas.
Os feridos foram levados às pressas para o Hospital de Beledweyne, onde terroristas detonaram um carro-bomba, matando pelo menos 30 pessoas. O impacto da detonação foi poderoso, com as explosões destruindo não apenas o hospital, mas também prédios e carros próximos.
As autoridades estimaram que pelo menos 48 pessoas foram mortas pelos ataques bombistas e outras 108 ficaram feridas.

### Ataque a um restaurante de Beledweyne
Militantes do Al-Shabaab atacaram um restaurante em Beledweyne, matando o político aposentado Hassan Dhuhul e muitos outros.

## Consequências
A al-Shabaab reivindicou a responsabilidade pelos atos terroristas. O primeiro-ministro da Somália, Mohamed Hussein Roble, e o presidente da Somália, Mohamed Abdullahi Mohamed, condenaram os ataques. Ali Abdullahi Hussein disse que os ataques foram os piores incidentes desse tipo na história de Beledweyne.
O Ministério das Relações Exteriores e Expatriados da Jordânia repudiou o ataque ao aeroporto em 24 de março, expressando condolências às famílias das vítimas. O Ministério das Relações Exteriores da Turquia também condenou os ataques.